# Parafia Świętych Apostołów Piotra i Pawła w Nowym Łupkowie

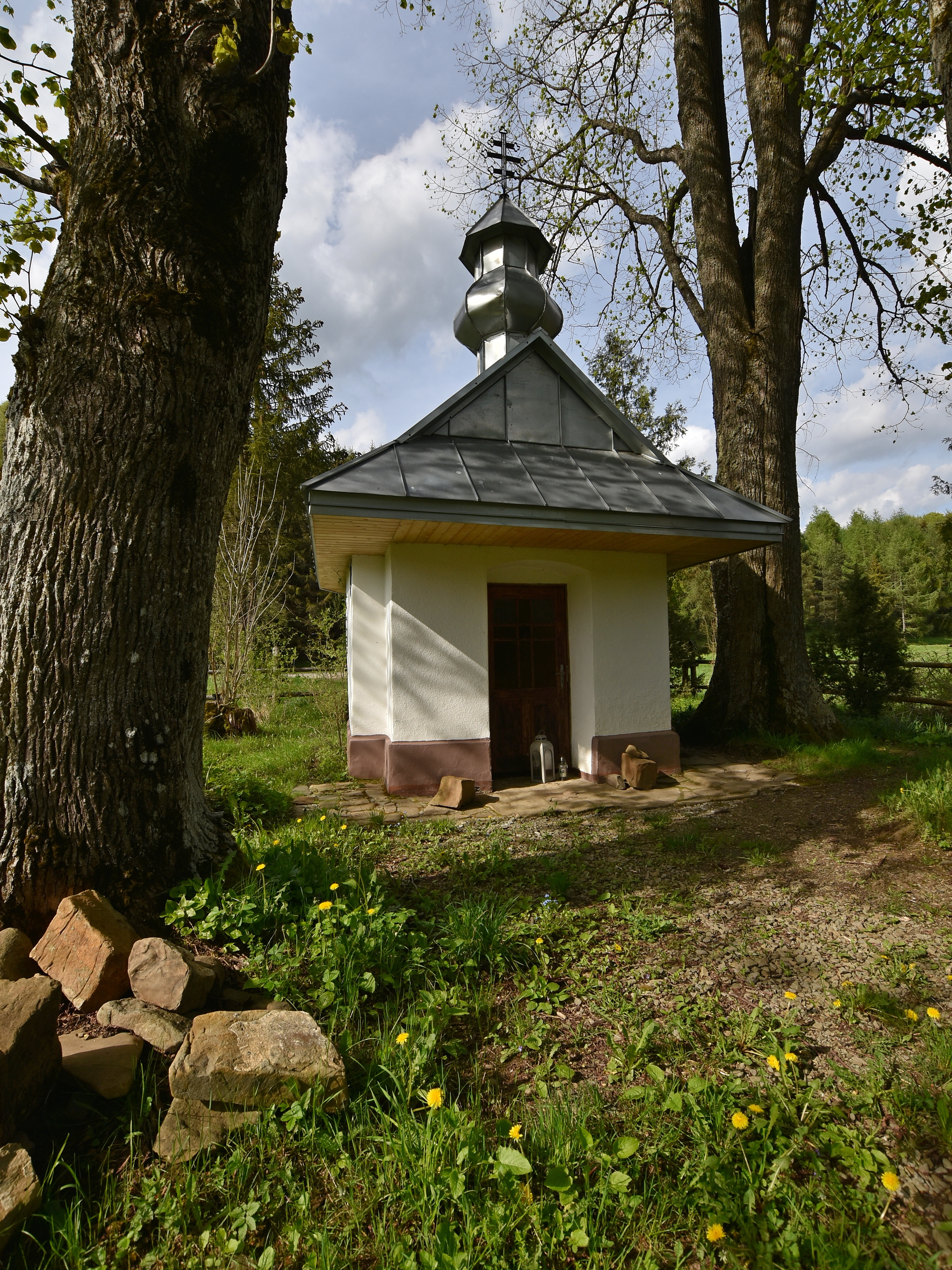
Kapliczka z końca XIX w Maniowie

Parafia Świętych Apostołów Piotra i Pawła w Nowym Łupkowie − parafia rzymskokatolicka znajdująca się w archidiecezji przemyskiej w dekanacie Rzepedź.

## Historia
W 1526 roku lokowano wieś Łupków na prawie wołoskim. W 1872 roku założono kolejarską osadę i bazę przeładunku drewna dla stacji kolejowej w Łupkowie. 1 stycznia 2011 roku oddzielna wieś otrzymała urzędowe potwierdzenie nazwy Nowy Łupków. 
30 czerwca 1979 roku dekretem bpa Ignacego Tokarczuka została erygowana parafia w Smolniku, gdyż tylko tam znajdowała się dawna cerkiew, która w 1956 roku została zaadaptowana na kościół filialny. W jej skład weszły miejscowości wyłączone z parafii Komańcza (Smolnik, Wola Michowa, Mików, Nowy Łupków, Duszatyn, Radoszyce, Osławica, Stary Łupków, Maniów, Balnica i Szczerbanówka). Pierwszym proboszczem został ks. Zdzisław Pokrywka. 
W 1982 roku wybudowano w Nowym Łupkowie tymczasową drewnianą kaplicę, a następnie plebanię. 4 lipca 1983 roku siedzibę parafii przeniesiono ze Smolnika do Nowego Łupkowa. W latach 1983–1987 w Smolniku zbudowano punkt katechetyczny. W maju 1988 roku przystąpiono do budowy murowanego kościoła w Nowym Łupkowie. 16 kwietnia 1989 bp Ignacy Tokarczuk poświęcił kamień węgielny. 21 września 1991 roku bp Ignacy Tokarczuk poświęcił nowy kościół. W 2012 przystąpiono do budowy wieży na kościele.
Poprzedni kościółek drewniany z Nowego Łupkowa przeniesiono w 1991 roku do Woli Michowej, a w grudniu 2010 poświęcono tam nowo wybudowany kościół. 
Na terenie parafii jest 552 wiernych (w tym: Nowy Łupków – 348, Balnica – 5, Duszatyn – 5, Maniów – 26, Mików – 65, Osławica – 33, Smolnik – 121, Wola Michowa – 80, Stary Łupków – 4). 
Proboszczowie parafii:
1979–1985. ks. Zdzisław Pokrywka.
1985–1993. ks. Andrzej Kołodziej.
1993–1996. ks. Jan Balicki.
1996–1998. ks. Leszek Gruszecki.
1998–2001. ks. Marek Jurkiewicz.
2001–2006. ks. Zbigniew Jakieła.
2006–2010. ks. Tadeusz Włoch.
2010–2012. ks. Leszek Czerwonka.
2012–2016. ks. Krzysztof Masłyk.
2016–2023. ks. Jacek Wajda.
2023– nadal ks. Piotr Bielówka.

## Kościoły filialne
- Smolnik – wieś powstała w XVI wieku, a założyli ją smolarze, na mocy prawa z 1511 roku wydanego przez Hetmana Mikołaja Kamienieckiego. W 1806 roku zbudowano murowaną cerkiew, którą w 1846 roku konsekrowano pw. Przeniesienia Relikwii św. Mikołaja. W latach 1956–1961 użytkowana przez parafię w Komańczy, jako kościół filialny. W latach 1961–1968 cerkiew czasowo zamknięta. W latach 1979–1983 kościół parafialny, a od 1983 kościół filialny parafii w Nowym Łupkowie[9].
- Wola Michowa – wieś była lokowana w 1546 roku na prawie wołoskim. W latach 1731–1785 miejscowość posiadała prawa miejskie. W XVI wieku istniała już cerkiew drewniana, a w 1843 roku zbudowano nową cerkiew kamienną. W 1947 roku grekokatolików wysiedlono podczas Akcji „Wisła”, a cerkiew w 1953 roku została rozebrana przez komunistów. W 1991 roku złożono i poświęcono drewniany kościół sprowadzony z Nowego Łupkowa. W 2005 roku podjęto decyzję o budowie nowego drewnianego kościoła. W 2007 roku zbudowano drewniany kościół, według projektu arch. inż. Bogdana Jezierskiego. W 2010 roku do kościoła sprowadzono z Częstochowy ikonę Matki Bożej Częstochowskiej. 12 grudnia 2010 roku abp Józef Michalik poświęcił kościół filialny pw. Matki Bożej Częstochowskiej[10].

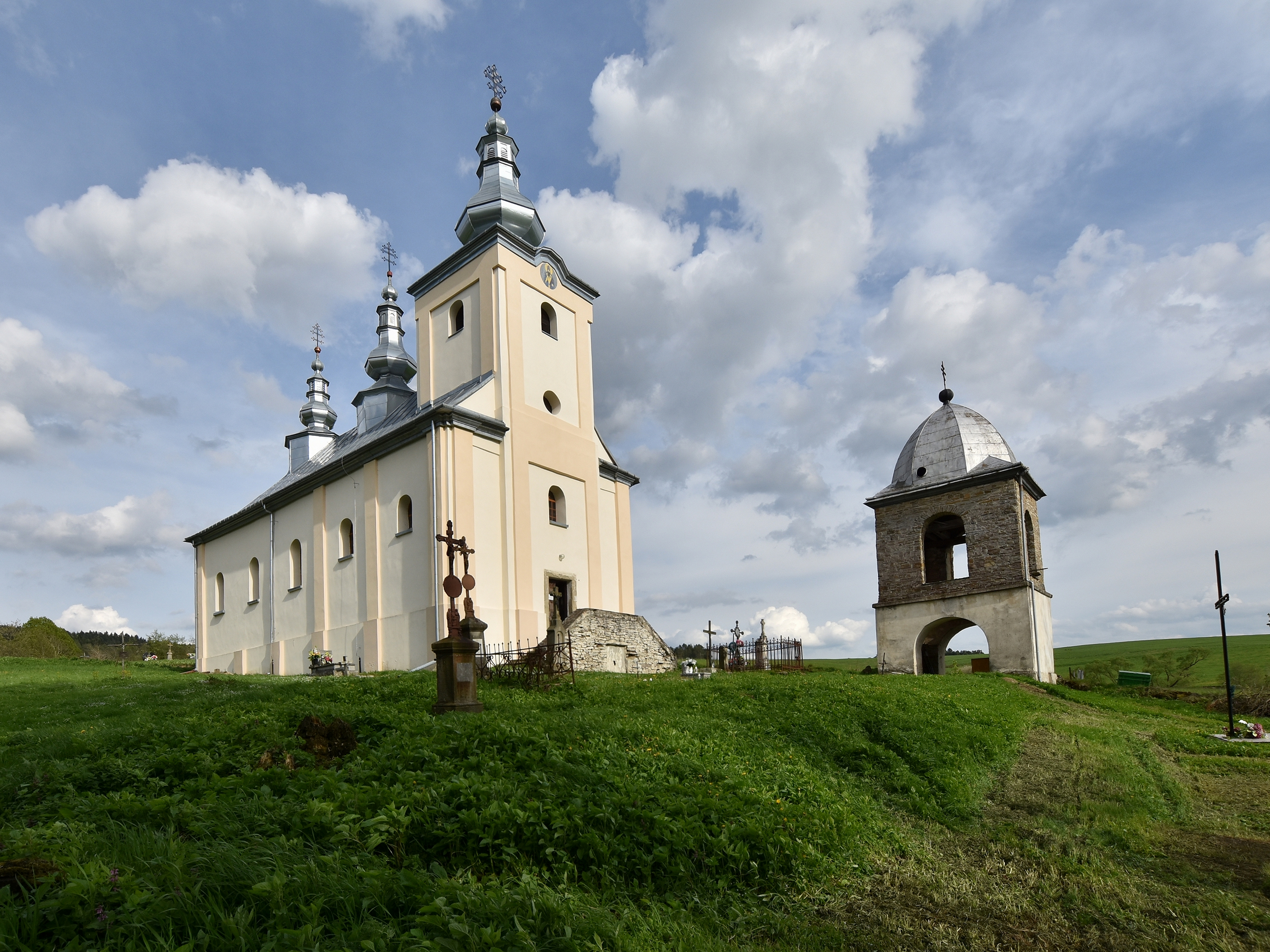
Kościół w Smolniku (w dawnej cerkwi)
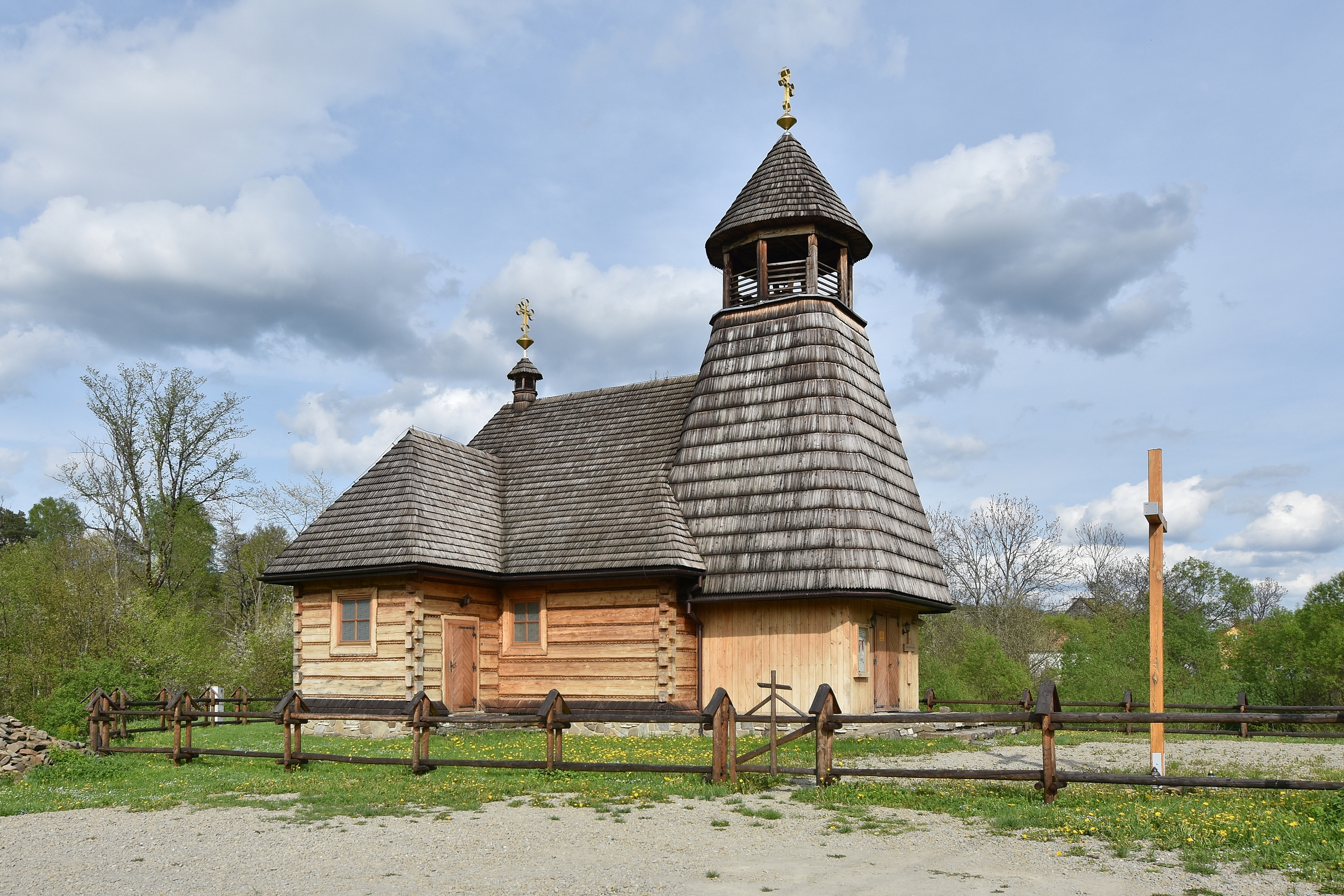
Kościół w Woli Michowej